# Buckelquader

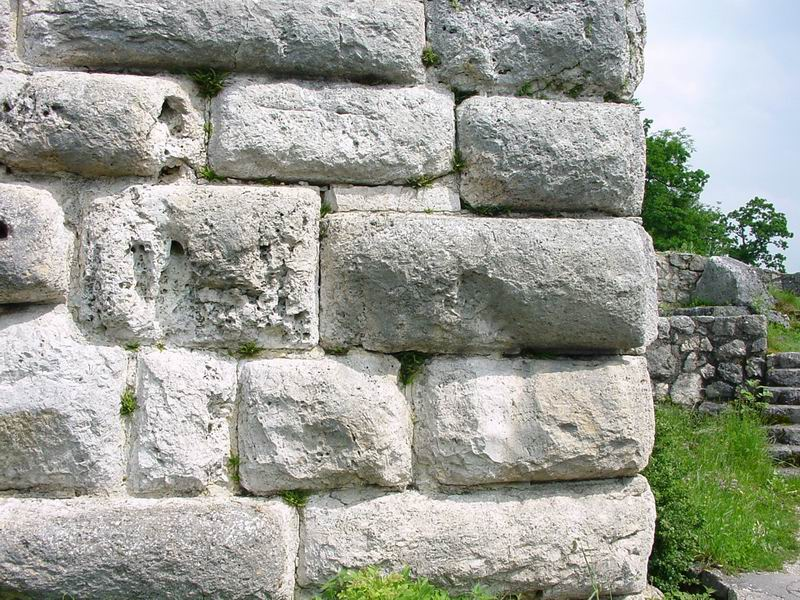
Burg Hohengundelfingen, Buckelquadermauerwerk des Bergfrieds

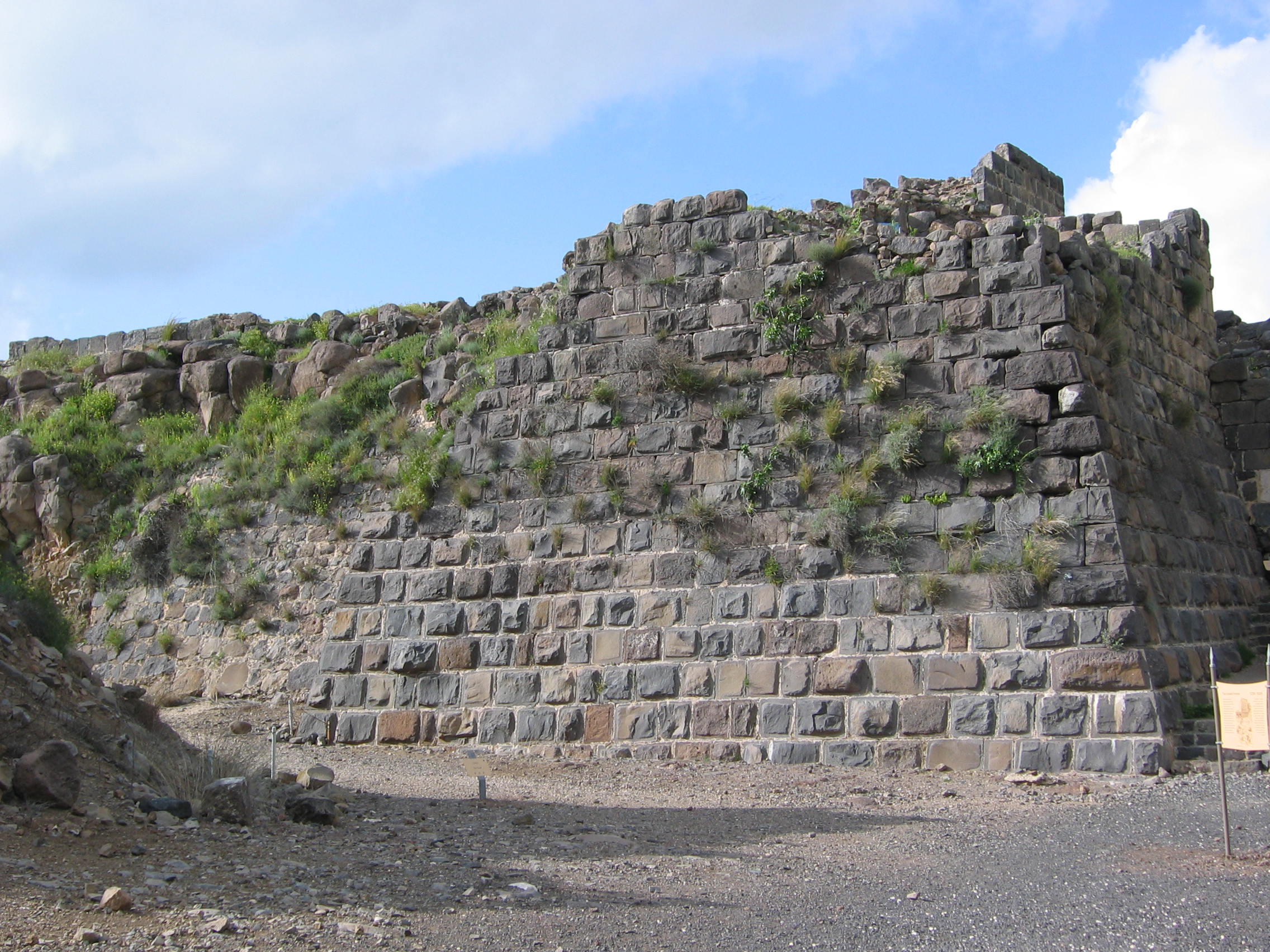
Buckelquader in Belvoir, Israel

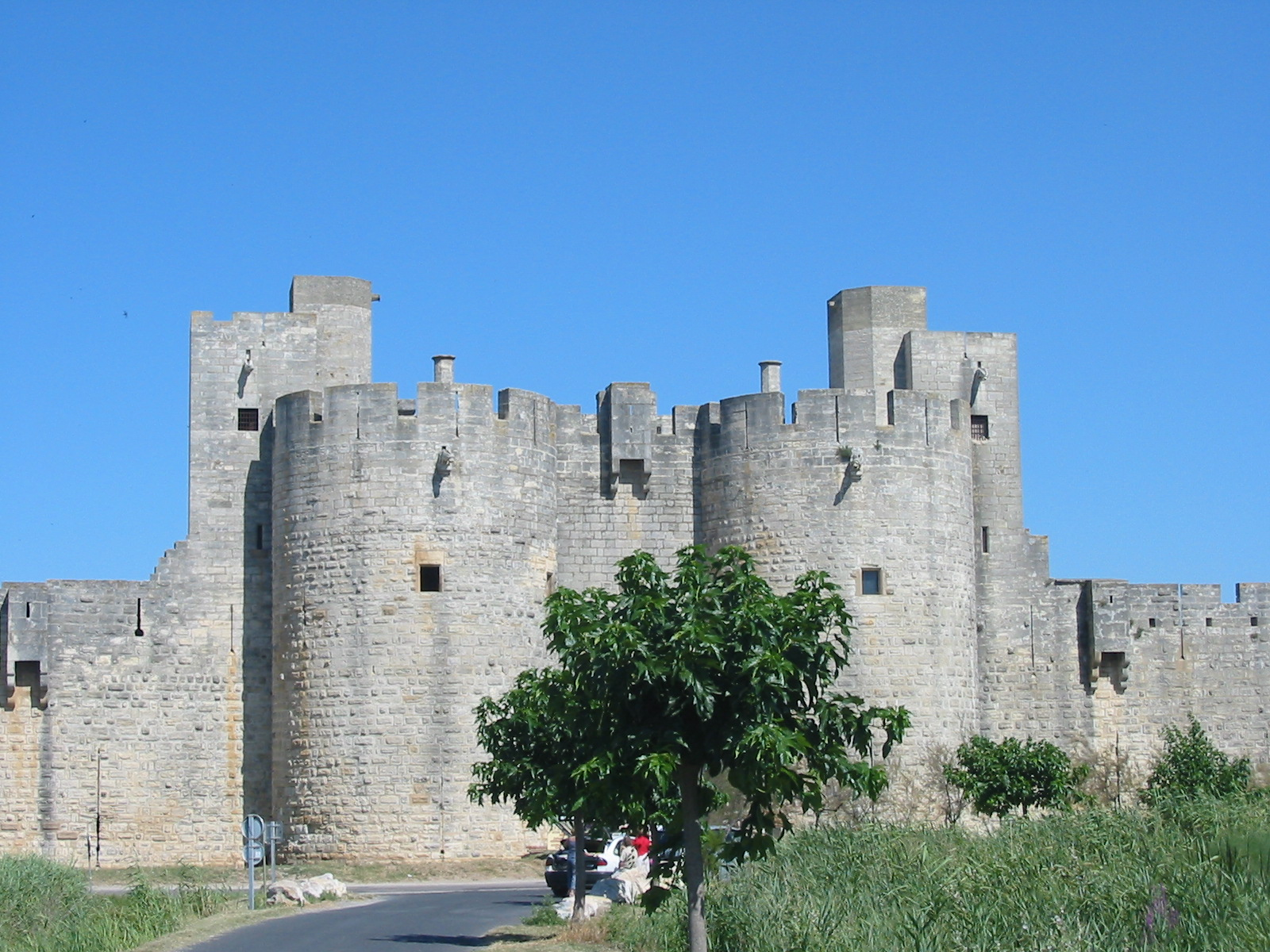
Buckelquadermauerwerk an einem Stadttor von Aigues-Mortes

Buckelquader nennt man die einzelnen Steine eines Bossenwerks.
Der Stein wölbt sich auf der Sichtseite buckelartig nach außen und ist meist nur grob behauen. Die hervorstehenden Enden werden auch Wimpfen oder Bosse genannt. Die Quader sind oft seitlich  von einem drei bis sechs Zentimeter breiten Randschlag eingefasst. Ist die Sichtseite zusätzlich noch glatt überarbeitet und polsterartig gewölbt, so spricht man von einem Polsterquader. Buckelquader mit Randschlag sowie Polsterquader treten im deutschen Sprachraum erst seit dem ausgehenden 12. Jahrhundert in größerem Umfang auf. Pyramiden- oder zeltdachförmig bearbeitete Sichtseiten ergeben einen Diamantquader.
Mit dem Ende der Stauferzeit werden Buckelquader wieder seltener und hauptsächlich als Eckquader verwendet, während in der Mauerfläche das Bruchsteinmauerwerk dominierte. Buckelquader erfuhren jedoch eine Renaissance im ausgehenden Mittelalter und der Frühen Neuzeit.

## Buckelquader im hochmittelalterlichen Profanbau

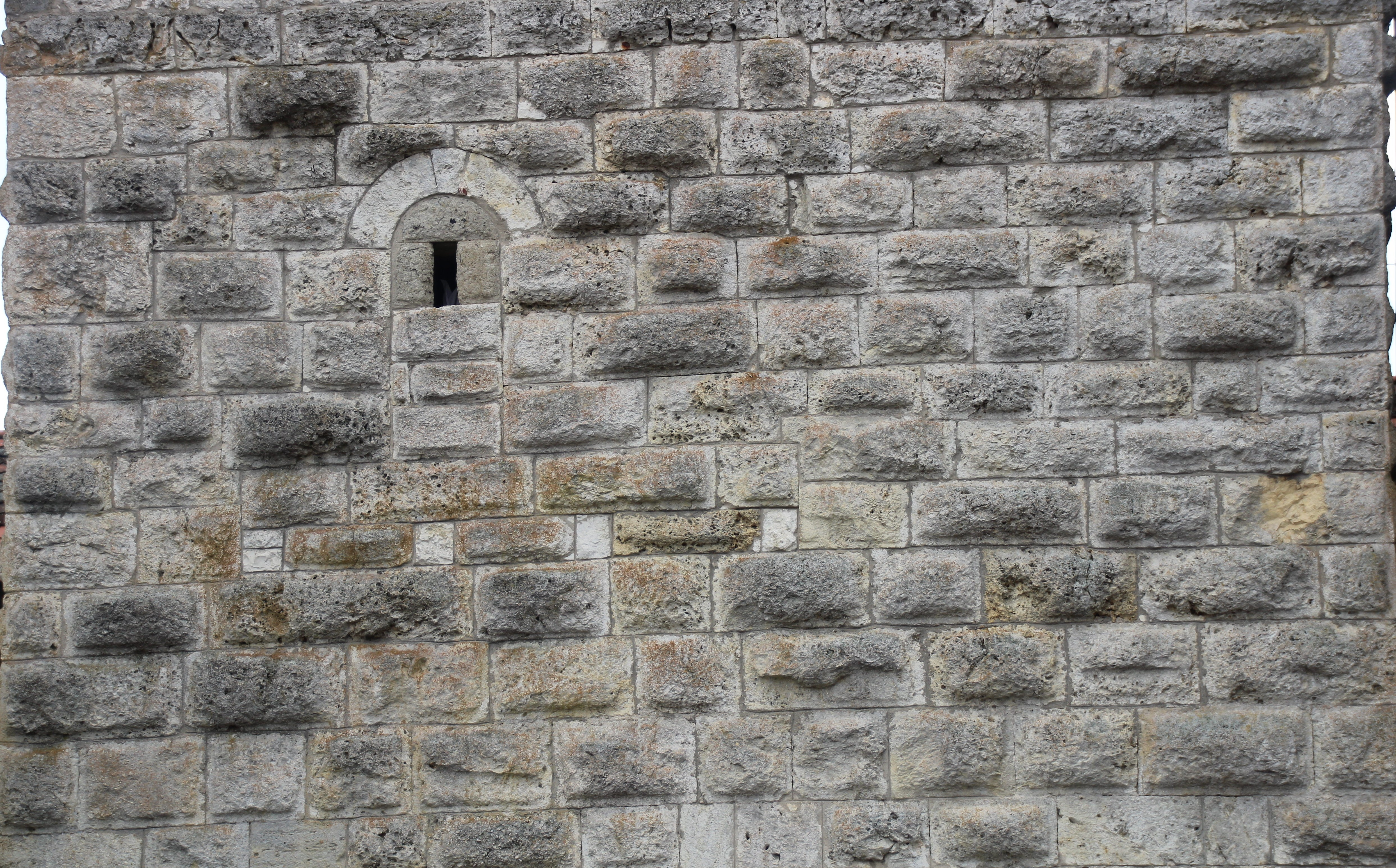
Mit staufischen Buckelquader erbaute Bergfried (Diebsturm) der Burg Harburg aus der Mitte des 12. Jahrhunderts.

Buckelquader fanden zwischen der Mitte des 12. und der Mitte des 13. Jahrhunderts insbesondere im südwestdeutschen Sprachraum (einschließlich Schweiz, Tirol und Ostfrankreich) große Verbreitung an den Ringmauern und Bergfrieden von Burgen sowie an Stadttoren und Türmen. Allerdings sind Buckelquader nur bei größter wissenschaftlicher Sorgfalt für eine engere Datierung geeignet, da sie in einigen Regionen, zum Beispiel in Franken, in der Pfalz und im Elsass, noch bis weit in die nach-staufische Zeit – zum Teil bis in das 16./17. Jahrhundert – verwendet wurden. Als älteste sicher datierte Buckelquaderburg im deutschen Burgenbau gilt die von Konrad III. um 1142 erbaute Rothenburg. Ob das Auftreten der Buckelquader in der Mitte des 12. Jahrhunderts anfangs einen ikonographisch-politischen Hintergrund hatte, zum Beispiel als Import aus dem Heiligen Land, wurde zwar immer wieder diskutiert, ist aber bislang nicht schlüssig belegt. Die Verwendung von Buckelquadern bei einigen Kreuzfahrerburgen kann im Gegenteil auch als europäischer Import angesehen werden.
Für die weite Verbreitung des Buckelquaders ab dem 13. Jahrhundert darf man die Verwendung hauptsächlich als Gestaltungselement der großen Mauerflächen bei Burgen und Stadtmauern annehmen. Ältere Erklärungsversuche vor allem des 19. Jahrhunderts, die im Buckelquadermauerwerk eine Methode zur Verhinderung des Hochschiebens von Sturmleitern sahen, können nicht überzeugen, da die Leitern auch anders angelehnt werden können.
Eine „regionale Sonderform“ des Buckelquadermauerwerks ist das so genannte Zyklopenmauerwerk oder Megalithmauerwerk (zum Beispiel an der Burg Meersburg), das nach neueren Untersuchungen bei Schweizer und oberschwäbischen Burgen in die Zeit um 1180–1250 datiert, also nicht – wie früher vermutet – eine ältere Entwicklungsstufe darstellt.
Außerhalb des südwestdeutschen Sprachraums finden sich hochmittelalterliche Buckelquader auch bei manchen Hohenstaufenburgen in Unteritalien sowie bei einigen Befestigungsanlagen in Südfrankreich.

## In Deutschland und Europa
Der Artikel "Exkurs II" nennt folgende Burgen mit Buckelquaderbauwerken: Altenstein, Bodenlauben, Brandenburg/Werra, Breuberg, Burgsinn, Greifenstein, Hardenberg, Hirschhorn, Kipfenberg, Kyffhausen (Oberburg), Lichtenstein/Sachsen, Löwenstein, Magenheim, Mildenburg, Münzenberg, Prozelten, Rappoltstein, Ravensburg, Rieneck, Rotenberg, Rothenfels, Rothenburg/o.T., Scharfenberg, Sigmaringen, Steinsberg, Trifels, Walburg, Wertheim, Wildenburg.
Sowie die Pfalzen: Altenburg/Sachsen, Basel (Schweiz), Eger (Cheb, Tschechien), Frankfurt/Main, Gelnhausen, Hagenau, Nürnberg. Oberehnheim, Regensburg, Wimpfen.
Für Italien werden die Kastelle Baria, Gioia dell Colle, Lagopesole und die Festung Lucera genannt.

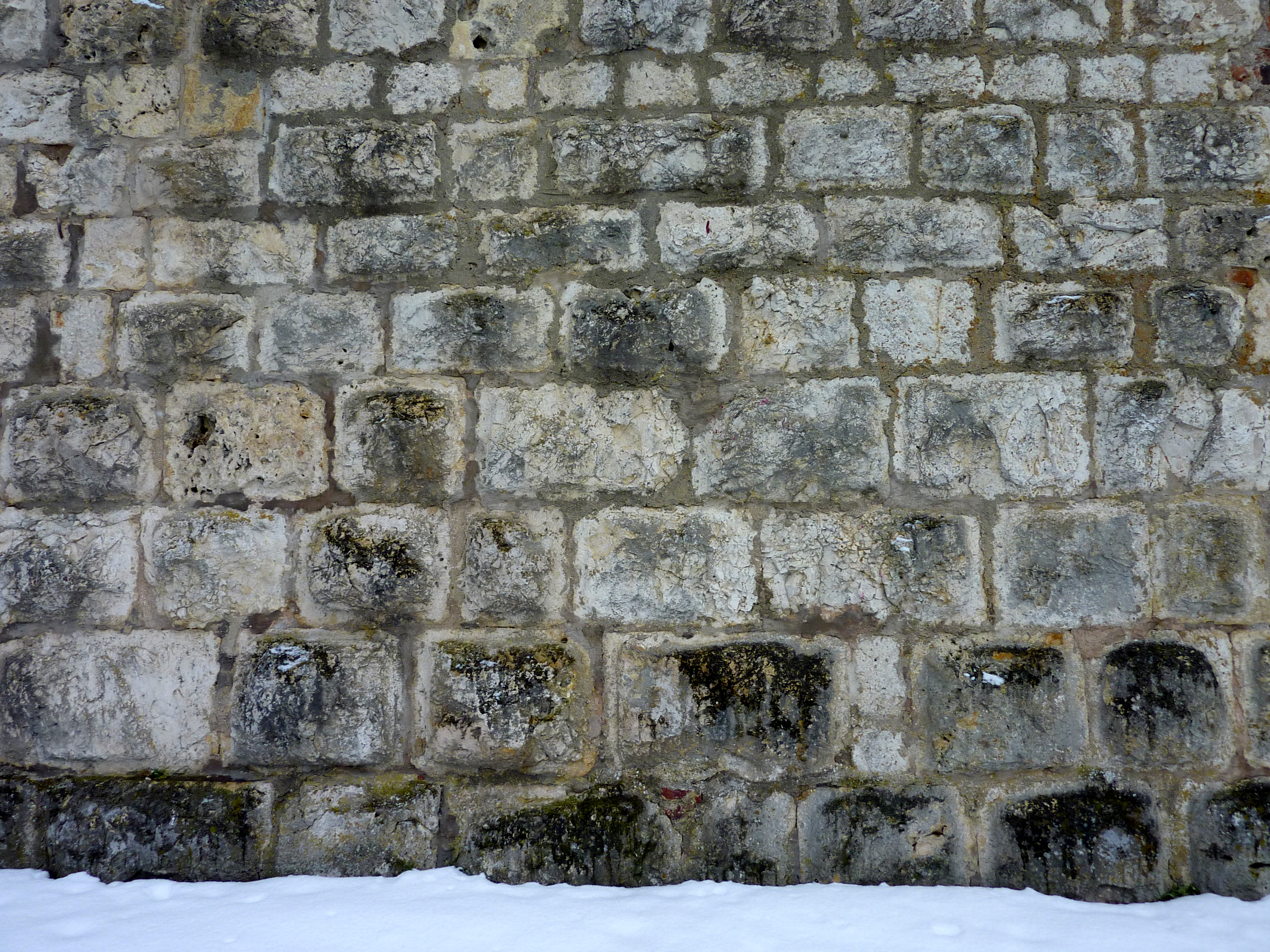
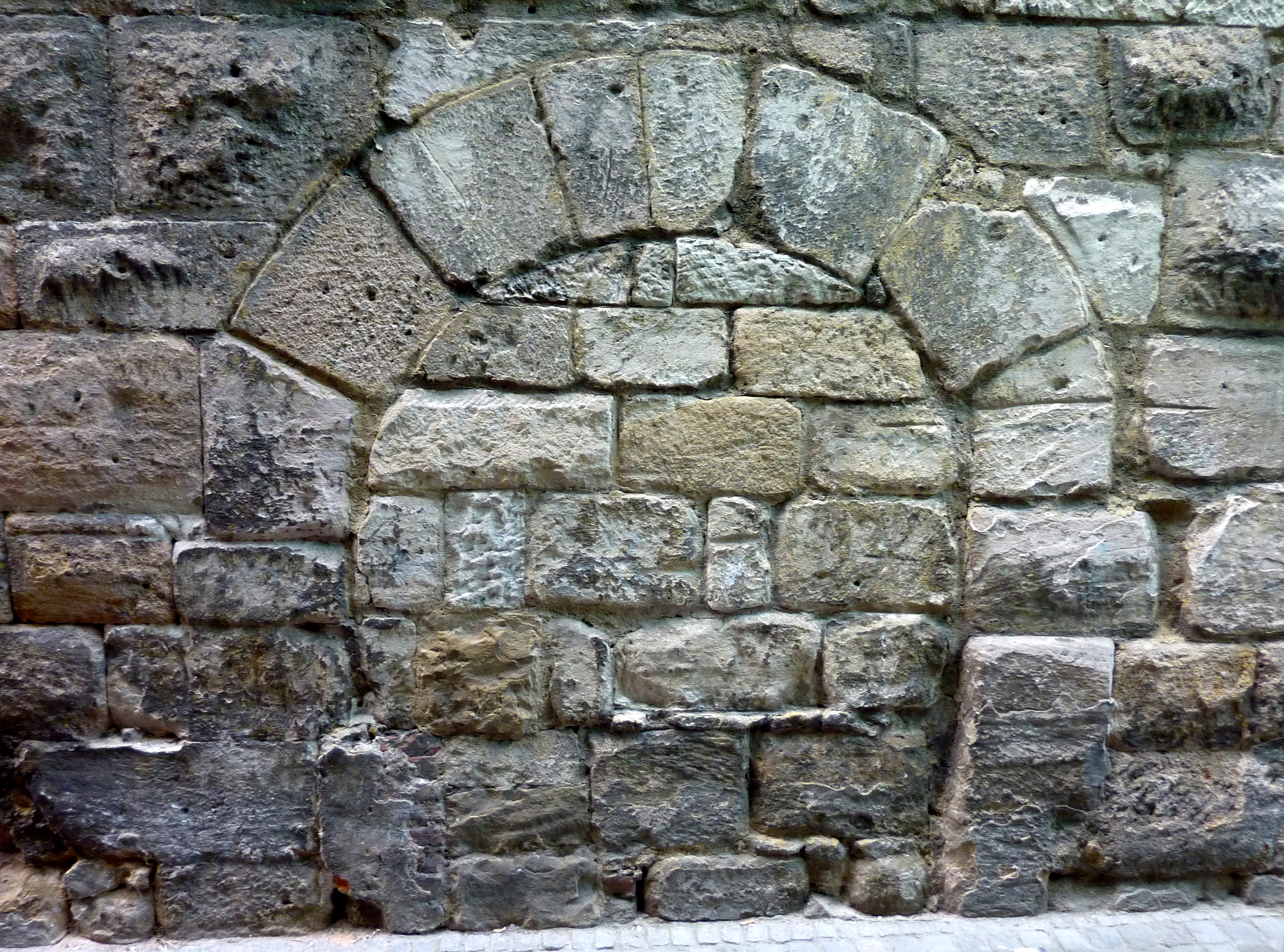
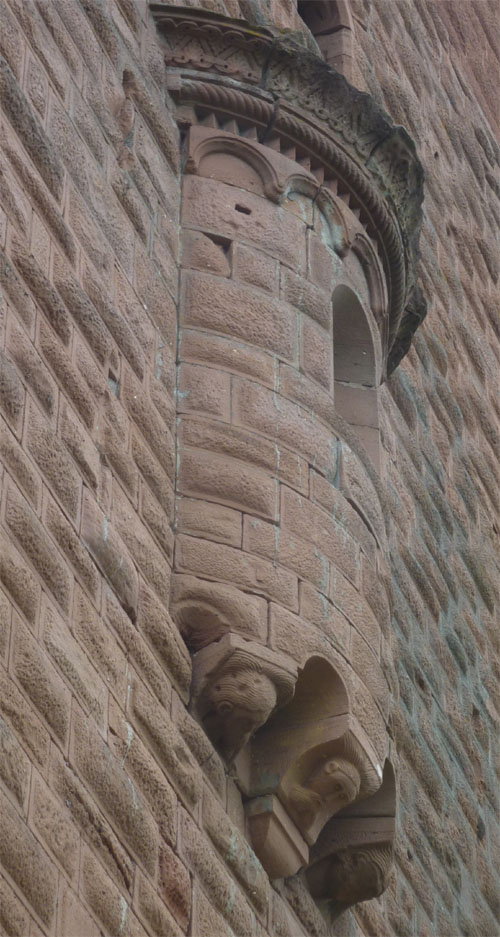
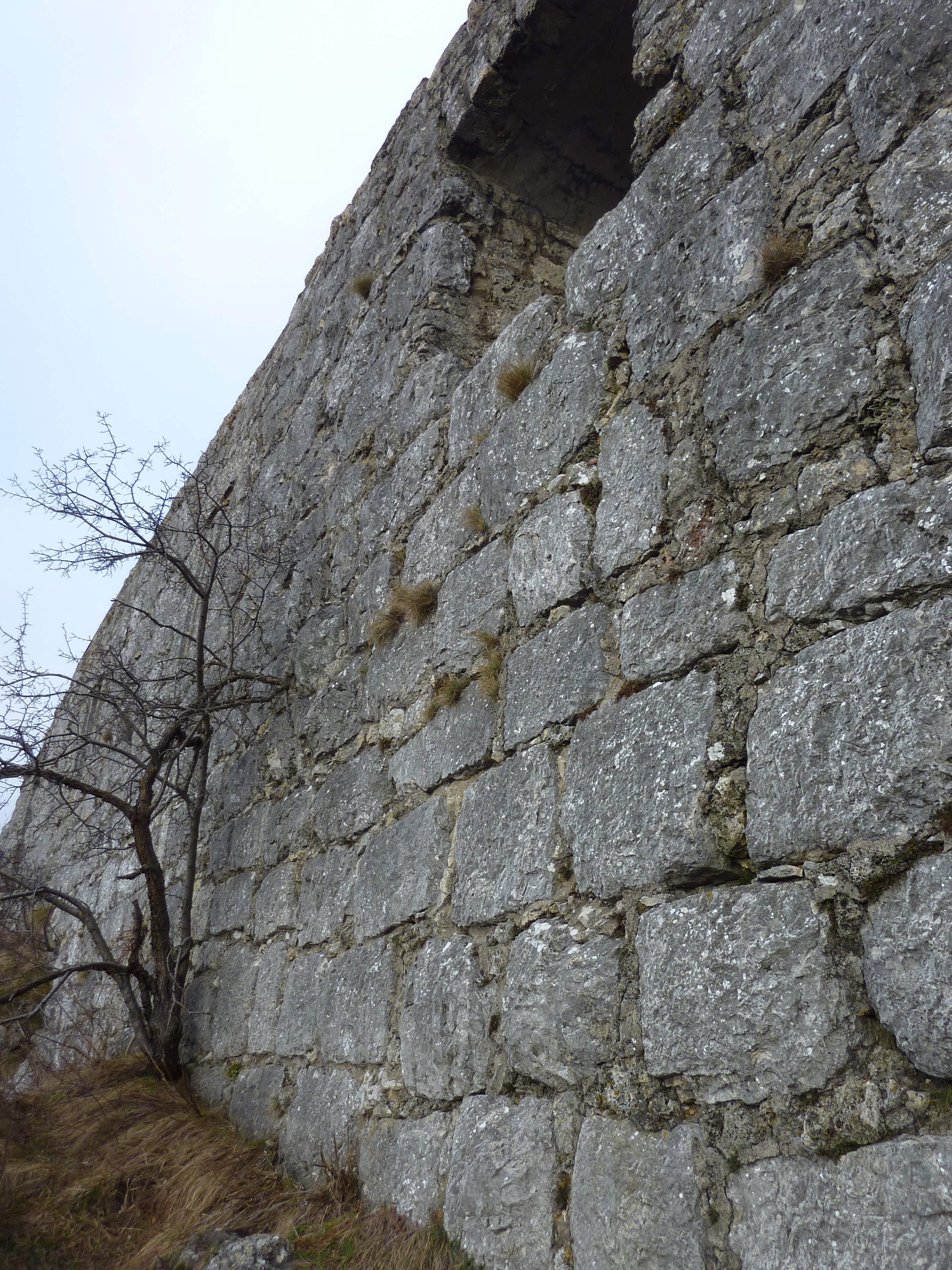
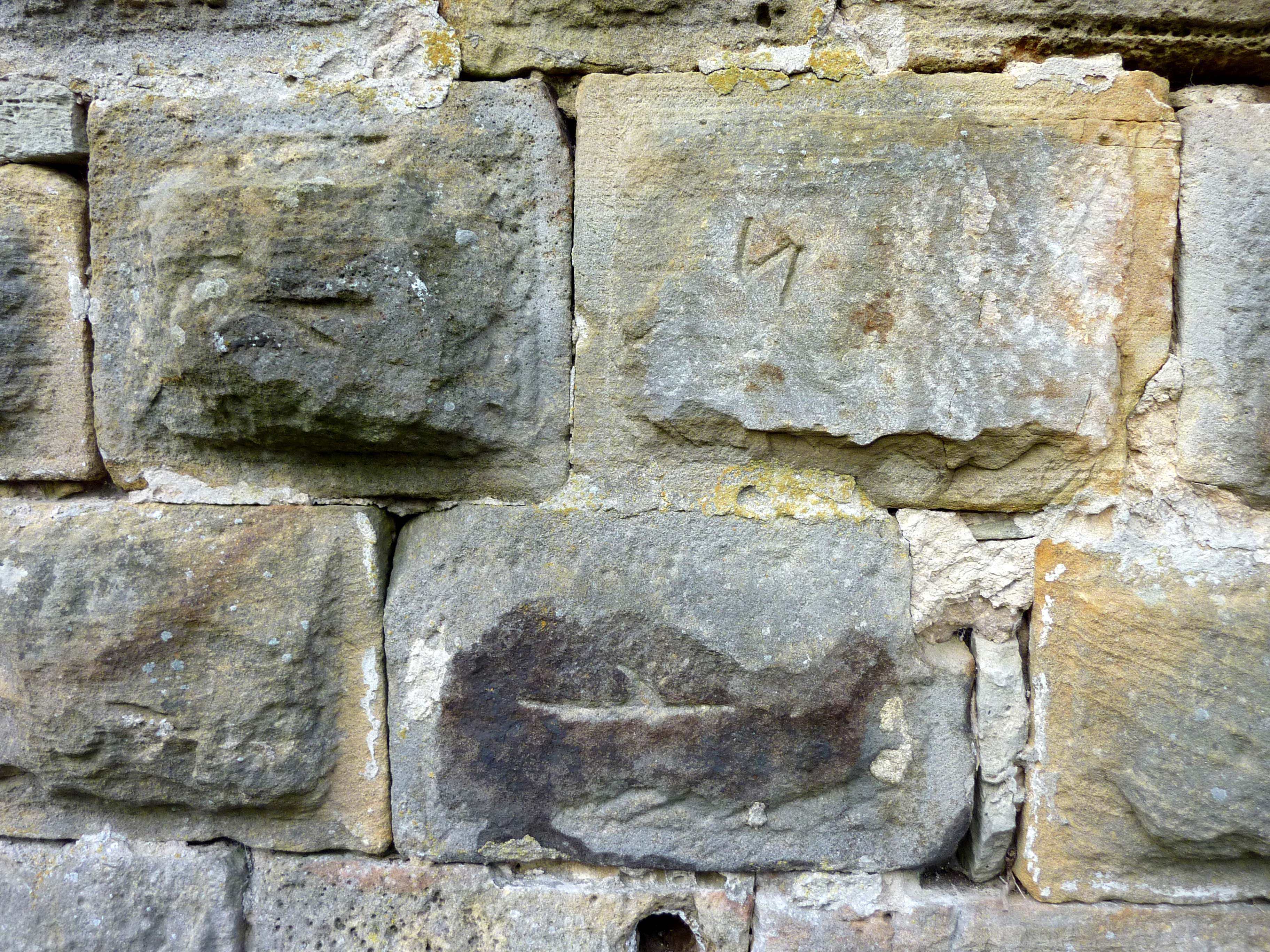